# Visceral Games
Visceral Games (ранее Redwood Shores) — студия-разработчик компьютерных игр. Наибольшую популярность студии принёс хоррор Dead Space.
17 октября 2017 года Electronic Arts объявила о закрытии студии.

## История

### EA Redwood Shores
Изначально игровая студия была частью издательства EA Games (ныне EA Worldwide Studios). В 1998 году студия выделилась в отдельное подразделение, получившее название EA Redwood Shores.
Первым проектом студии стала игра Future Cop: LAPD, выпущенная в 1998 году. Следующие игры студия создавала по лицензии по какой-либо известной спортивной или кинематографической франшизе, например, серия спортивных игр PGA Tour или игры по фильмам о Джеймсе Бонде, выпуская в среднем по 2-3 игры в год.
Согласно дизайнерам Бену Ванату и Райту Бэгвеллу, в то время EA не была заинтересована в выпуске игр, основанных на оригинальном сюжете, однако студия вынашивала идею нового проекта, который должен был стать продолжением игровой серии System Shock. В 2005 году вышла крайне успешная Resident Evil 4 от Capcom, которая помогла вице-президенту и главному менеджеру Redwood Shores Глену Скофилду убедить руководство EA дать ход проекту, а также оказала большое влияние на игровой процесс самой будущей игры. В итоге проект оказался совершенно новым и независимым продуктом — игрой Dead Space.

### Visceral Games
Dead Space оказалась успешной, благодаря чему EA Redwood Shores получила право изменить своё название на Visceral Games в мае 2009 года. Глен Скофилд объяснил, что новое название (Visceral — «полагающийся на инстинкт», «чувствующий нутром») лучше идентифицирует «новый набор принципов разработки и значений игрового дизайна» студии.
Вслед за первой игрой последовали продолжения и ответвления, развивающую вселенную Dead Space — Dead Space: Extraction (2009), Dead Space 2 (2011) и Dead Space 3 (2013). Третья часть была гораздо менее успешной, чем предыдущие игры, во многом из-за того, что игровой процесс сильно сместился от хоррора в сторону шутера; кроме того, продавалась она гораздо хуже, чем того ожидала EA.

### Последние годы
После 2013 года студия переживала далеко не лучшие времена. После коммерческого провала Dead Space 3 EA доверила разработчикам новую игру в своей франшизе Battlefield, которая была в основном популярна из-за ее многопользовательского контента. Идея перехода к шутеру от первого лица не всем пришлась по душе, но руководство рассматривало это как способ сохранить студию на плаву. Таким образом, Visceral Games разделилась на две команды: первая осуществляла подготовку к выпуску Battlefield Hardline, а вторая, где осталось мало сотрудников, начала работать над проектом Jamaica, посвящённом пиратской тематике. В октябре 2013 года Ubisoft выпускает Assassin’s Creed IV: Black Flag, также посвящённый пиратской тематике, и проект Jamaica закрывают.
В 2012 году Disney приобретает Lucasfilm вместе с правами на франшизу «Звёздных войн», что повлекло определённые изменения и в игровой индустрии. Руководство Disney закрывает занимавшуюся выпуском компьютерных игр по вселенной студию LucasArts и предоставляет права на разработку и издательство игр EA. Visceral Games (параллельно с BioWare и DICE) начала разработку игр по «Звёздным войнам». В 2014 году студия также начала разработку многопользовательского шутера Battlefield Hardline, который отнимал большую часть ресурсов студии.
Проект по «Звёздным войнам», получивший кодовое имя Yuma, а затем RagTag, возглавила дизайнер Эми Хенниг, работавшая до этого над серией игр Uncharted. Однако разработка проекта стопорилась по многим причинам, среди которых упоминаются отсутствие необходимых ресурсов у команды, конфликты между главой проекта, командой и EA. В конце концов, Electronic Arts уже не верила в успех Ragtag, и роспуск стал очевиден. По словам CEO Эндрю Уилсона, проблема с возвратом инвестиций и ситуация на игровом рынке были основным фактором. Финансовый директор EA Блейк Йоргенсен признал, что издательство опасалось за прибыль будущего проекта по «Звёздным войнам», а закрытие Visceral Games, штат которой в последние годы сократился до 80 человек, — экономическое решение, «когда понимаешь, что много денег на чём-либо не сделаешь, придётся сжечь мосты».
17 октября 2017 года EA официально заявила о закрытии студии. Причиной стали неудовлетворительные результаты внутреннего бета-тестирования Ragtag. Проект по вселенной Звёздных войн был передан EA Vancouver на полную переработку. Манвир Хейр, бывший сотрудник BioWare Montreal, рассказал, что Visceral Games закрыли из-за стремления руководства компании направить силы и средства своих студий на создание открытых миров, которые можно легко монетизировать. Главная причина изменений — микротранзакции, это началось ещё с Mass Effect 3. В 2022 году продюсер Dead Space 2 и Dante’s Inferno Зак Мамбах напомнил, почему Electronic Arts упразднила студию и лишила работы около сотни сотрудников: «… потому что мы делали одиночную игру».

## Игры студии
| Название игры                                 | Год выхода      | Платформа                                                                        |
| --------------------------------------------- | --------------- | -------------------------------------------------------------------------------- |
| Future Cop: LAPD                              | 1998            | Mac OS, Microsoft Windows, PlayStation                                           |
| CyberTiger                                    | 1999            | PlayStation                                                                      |
| Tiger Woods PGA Tour 2000                     | 1999            | PlayStation                                                                      |
| NASCAR Rumble                                 | 2000            | PlayStation                                                                      |
| Road Rash: Jailbreak                          | 2000            | PlayStation                                                                      |
| Tiger Woods PGA Tour 2001                     | 2001            | PlayStation 2                                                                    |
| Rumble Racing                                 | 2001            | PlayStation 2                                                                    |
| James Bond 007: Agent Under Fire              | 2001            | PlayStation 2, Xbox, Nintendo GameCube                                           |
| Tiger Woods PGA Tour 2002                     | 2002            | PlayStation 2                                                                    |
| Freekstyle                                    | 2002            | PlayStation 2, GameCube                                                          |
| Tiger Woods PGA Tour 2003                     | 2002            | GameCube, PlayStation 2, Xbox                                                    |
| Tiger Woods PGA Tour 2004                     | 2003            | GameCube, PlayStation 2, Xbox                                                    |
| James Bond 007: Everything Or Nothing         | 2003            | PlayStation 2, Xbox, Nintendo GameCube                                           |
| The Lord of the Rings: The Return of the King | 14 ноября 2003  | PlayStation 2, Xbox, Nintendo GameCube, Game Boy Advance, Microsoft Windows, Mac |
| James Bond 007: Everything or Nothing         | 2004            | GameCube, PlayStation 2, Xbox                                                    |
| Tiger Woods PGA Tour 2005                     | 2004            | GameCube, PlayStation 2, Xbox                                                    |
| The Lord of the Rings: The Third Age          | 2004            | GameCube, PlayStation 2, Xbox                                                    |
| James Bond 007: From Russia with Love         | 2005            | PlayStation 2, Xbox, Nintendo GameCube, PlayStation Portable                     |
| Tiger Woods PGA Tour 06                       | 2005            | GameCube, PlayStation 2, Xbox, Xbox 360                                          |
| The Godfather: The Game                       | 2006            | PlayStation 2, PlayStation 3, Xbox, Xbox 360, Wii, PlayStation Portable          |
| Tiger Woods PGA Tour 07                       | 2006            | Microsoft Windows, PlayStation 2, Xbox, Xbox 360, PlayStation 3, Wii             |
| The Sims 2: Pets                              | 2007            | GameCube, PlayStation 2, PlayStation Portable, Wii                               |
| MySims                                        | 2007            | Wii, Microsoft Windows                                                           |
| The Sims 2: Castaway                          | 2007            | Wii, PlayStation 2, PlayStation Portable                                         |
| The Simpsons Game                             | 2007            | PlayStation 3, Xbox 360, PlayStation Portable                                    |
| The Sims Carnival: Snap City                  | 2008            | Microsoft Windows                                                                |
| The Sims 2: Apartment Life                    | 2008            | Microsoft Windows                                                                |
| MySims Kingdom                                | 2008            | Wii                                                                              |
| Dead Space                                    | 21 октября 2008 | Microsoft Windows, PlayStation 3, Xbox 360                                       |
| MySims Party                                  | 2009            | Wii                                                                              |
| MySims Agents                                 | 2009            | Wii                                                                              |
| The Godfather II                              | 2009            | Microsoft Windows, PlayStation 3, Xbox 360                                       |
| Dead Space: Extraction                        | 2009            | PlayStation 3, Wii                                                               |
| Dante's Inferno                               | 5 февраля 2010  | PlayStation 3, Xbox 360, PlayStation Portable                                    |
| Dead Space 2                                  | 26 января 2011  | Microsoft Windows, PlayStation 3, Xbox 360                                       |
| The Ripper                                    | отменена        | PlayStation 3, Xbox 360                                                          |
| Dead Space 3                                  | 7 февраля 2013  | Microsoft Windows, PlayStation 3, Xbox 360                                       |
| Army of Two: The Devil's Cartel               | 2013            | PlayStation 3, Xbox 360                                                          |
| Battlefield: Hardline                         | 17 марта 2015   | Microsoft Windows, PlayStation 4, PlayStation 3, Xbox One, Xbox 360              |
| Project Ragtag                                | отменена        | Microsoft Windows, PlayStation 4, Xbox One                                       |